# کلایو فورد
کلایو فورد (انگلیسی: Clive Ford؛ زادهٔ ۱۰ آوریل ۱۹۴۵) بازیکن فوتبال اهل بریتانیا است.
از باشگاه‌هایی که در آن بازی کرده‌است می‌توان به باشگاه فوتبال ولورهمپتون واندررز، باشگاه فوتبال لینکولن سیتی، و باشگاه فوتبال والسال اشاره کرد.